# Neothremma prolata
Neothremma prolata är en nattsländeart som beskrevs av Wiggins och Wisseman 1992. Neothremma prolata ingår i släktet Neothremma och familjen Uenoidae. Inga underarter finns listade i Catalogue of Life.